# Amiga 2000

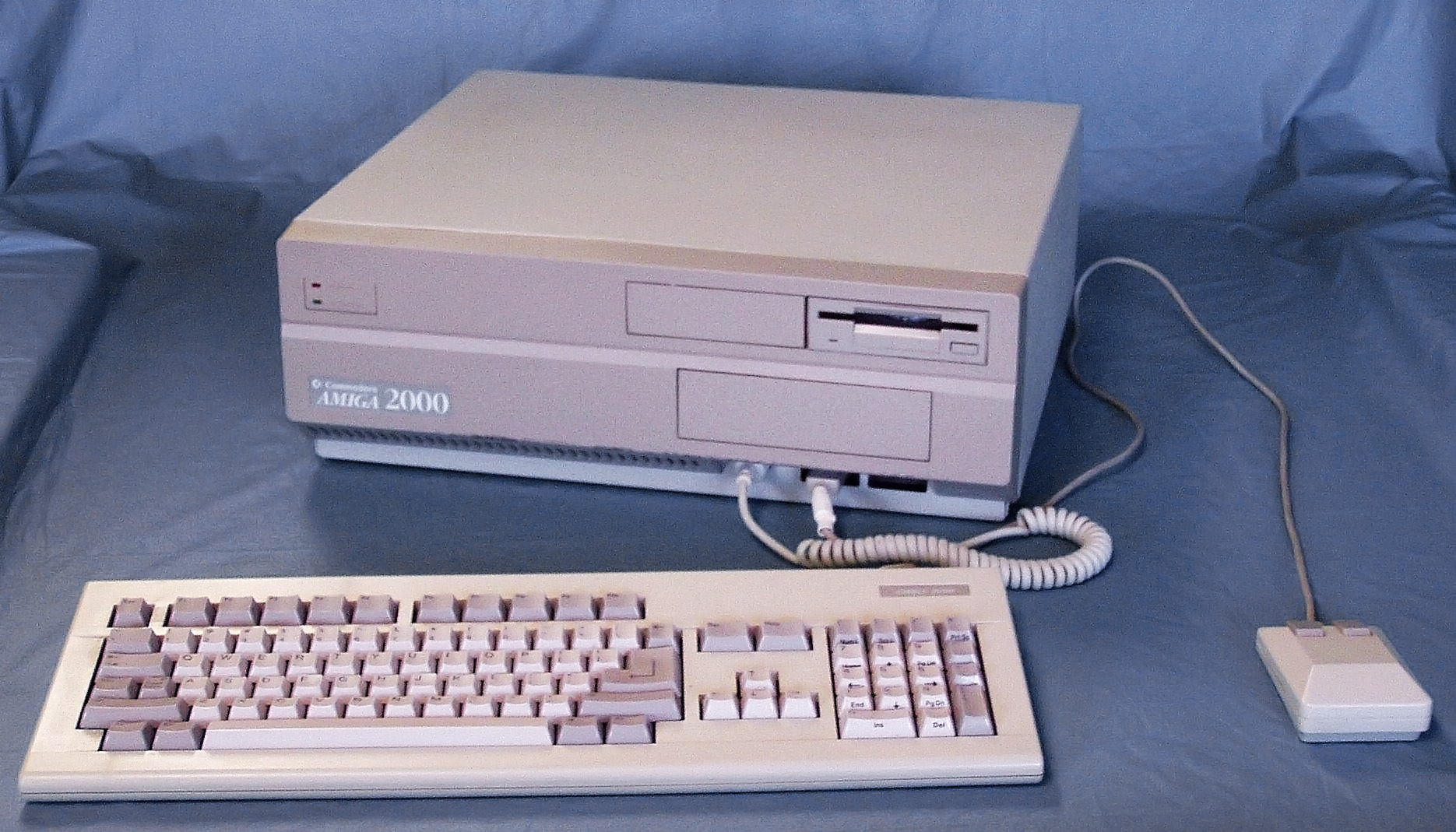
Ein Amiga 2000

Der Amiga 2000 ist ein Personal Computer aus der Amiga-Reihe. Er stellt das Highend-Gegenstück zum ebenfalls 1987 erschienenen Amiga 500 dar.
Der Amiga 2000 war als Desktop-Computer konstruiert. Das geräumige Gehäuse bot Platz für ein zusätzliches 3,5"-Gerät (z. B. Floppy-Laufwerk) sowie ein 5,25"-Gerät (z. B. Festplatte oder CD-ROM-Laufwerk). Die Hauptplatine des Amiga 2000 war mit Zorro-Bus-Steckplätzen ausgestattet, um Erweiterungen einbauen zu können. Zorro-Steckkarten waren selbstkonfigurierend (vergleichbar mit der etwa zeitgleich aufkommenden Micro Channel Architecture von IBM).
Während der Amiga 500 für den Heimbereich gedacht war, sollte der Amiga 2000 das Profisegment besetzen. Hierfür bot auch ein Bridgeboard, das einen vollständigen IBM-kompatiblen PC basierend auf einem Intel 8088 darstellte und das A1060 Sidecar des Amiga 1000 ersetzte, die Möglichkeit, uneingeschränkt MS-DOS-kompatible Programme nutzen zu können.

## Verschiedene Spezialchips
Die Amiga 2000 unterschieden sich durch verschiedene Mainboardmodelle (A und B) und die darauf befindlichen Spezialchips.
Das erste Modell, der Amiga 2000A, wurde in Deutschland in der Braunschweiger Entwicklungsabteilung entworfen. Er war mit einem OCS-Chipsatz und dem Agnus-Chip des Amiga 1000 ausgestattet, der maximal 512 kB Chip-RAM ermöglicht, die nicht erweitert werden konnten.
Im 1988 erschienenen Amiga 2000B (entwickelt in den USA) wurde der Fat-Agnus-Chip eingesetzt, der 1 MB Chip-RAM verwalten konnte. Spätere Versionen des B-Modells enthielten den ECS-Chipsatz mit Super Big Agnus, der dann auch im Amiga 3000 verwendet wurde.
Der ECS-Chipsatz wurde dann ausschließlich in der 1990 erschienenen Revision 6.x (nur von manchen Benutzern A2000C genannt) verbaut, mit diesem waren dann 2 MB Chip-RAM möglich.
Des Weiteren hat der Amiga 2000, wie auch der Amiga 500, gegenüber dem Amiga 1000 das Kickstart im ROM liegen, das heißt, es muss nicht erst per Diskette geladen werden, wenn man den Computer startet.
Nachfolgemodelle innerhalb der Amiga-Reihe sind der Amiga 3000 und 4000.

## Technische Ausstattung
- CPU: Motorola 68000 7,16 MHz (NTSC) bzw. 7,09 MHz (PAL), alternativ konnte man den 68000 durch einen 68010 ersetzen.
- Chipsatz: OCS (Original-Chipsatz), ab Revision 6.x ECS
- RAM: 1 MB (Megabyte), wobei der Amiga 2000A 512 KByte auf der Hauptplatine und 512 KByte auf einer Speichererweiterung ('Ranger Card') im CPU-Slot hatte. Die Ranger Card konnte mit einzelnen Speicherchips auf 1 MByte aufgerüstet werden, so dass insgesamt 1,5 MB RAM zur Verfügung standen. Alle nachfolgenden Revisionen hatten 1 MB auf der Hauptplatine; bis 9 MB erweiterbar, mit PC-Brückenkarte bis 7 MB
- ROM: 256 kB für Kickstart 1.2/1.3 später Kickstart 2.0 mit 512 kB
- intern 5 Zorro-II–Slots (16 Bit, autoconfig), 2 in Reihe mit den 16-Bit-ISA-Slots für die Brückenkarten (PC-Karte, siehe bei A1060 Sidecar)
- intern 2 16-Bit-ISA-Slots (2 in Reihe mit Zorro-II-Slots, s. o.)
- intern 2 8-Bit-ISA-Slots
- intern ein Extensionslot (CPU-Slot) – für CPU-Karten mit 68020-, 68030- oder 68040-Prozessoren (schnellste Karte: 68060er mit 50 MHz (Blizzard 2060))
- intern ein Video-Slot – für Genlocks, Flickerfixerkarte etc. (beim 2000A existiert nur ein Genlockport)
- ein Parallelport (SSP)
- ein RS232-Port
- je ein Audio-Ausgang linker/rechter Tonkanal (Cinch, zum direkten Anschluss z. B. an eine Stereoanlage)
- ein Video Monochrom Out
- 2 interne Anschlüsse für Diskettenlaufwerke (ein 3,5 Zoll-Laufwerk mit 880 kB im Lieferumfang enthalten)
- ein externer Diskettenport (der Amiga konnte bis zu 4 Diskettenlaufwerke verwalten).
- Betriebssystem: AmigaOS 1.2/1.3 (Kickstart 1.2/1.3, Workbench 1.2/1.3) oder AmigaOS 2.0 (Kickstart 2.04, Workbench 2.04)[1]

## Modellvarianten

### Amiga 1500
Der Amiga 1500 ist eine Variante des Amiga 2000 mit einem zusätzlichen internen Diskettenlaufwerk (insgesamt zwei).
Verkauft wurde er hauptsächlich von Commodore England.

### Amiga 2500
Der Amiga 2500, der 1989 auf den Markt kam, entspricht dem Amiga 2000, Hardware Revision 6.2 und höher. Ausgestattet wurde er mit einer 68020- (A2620) oder 68030-CPU-Karte (A2630) und einem SCSI-Controller (A2091) mit einer SCSI-Festplatte.

### Amiga 2500/UX
Im Lieferumfang des Amiga 2500/UX war das Unix-Derivat AMIX enthalten. Der Computer konnte sowohl im AmigaDOS- als auch im Unix-Modus gestartet werden. Als zusätzliche Hardware war eine Memory Management Unit (MMU 68851) verbaut, um die Datensicherheit im Unix-Betrieb zu erhöhen.